# عيدم (المهرة)

تعديل مصدري - تعديل

عيدم هي إحدى قرى مديرية منعر التابعة لمحافظة المهرة، بلغ تعداد سكانها 78 نسمة حسب تعداد اليمن لعام 2004.